# William Serantes Pinto
William Miguel Serantes Pinto (Catia La Mar, Venezuela; 14 de abril de 1964) es un militar en reserva activa con el rango de almirante, político y autoridad venezolano, quien fue el ministro del Poder Popular de Desarrollo Minero Ecológico (2021-2024). En su carrera militar fue desde el 7 de julio de 2020 hasta el 7 de julio de 2021, el comandante general de la Armada Bolivariana de Venezuela, componente naval de la Fuerza Armada Nacional Bolivariana (FANB).
Ha ejercido otras funciones en su profesión. Entre ellas, las direcciones del Banco de la Fuerza Armada Nacional Bolivariana (BANFANB) y la Academia Militar de Oficiales de Tropa C/J Hugo Rafael Chávez Frías. Aparte, comandó las jefaturas de la Región Estratégica de Defensa Integral de Oriente y Guayana de Venezuela.

## Biografía

### Carrera militar
William nació en la ciudad costera de Catia La Mar (estado La Guaira), Venezuela. En 1983, ingresa a la Academia Militar de la Armada Bolivariana (AMARB), donde obtuvo en 1988 el título de Licenciado en Ciencias Navales. Fue el número 6 de la promoción Teniente Pedro Lucas Urribarri.
Durante la presidencia de Hugo Chávez, fue enviado a una comisión especial que viajó a La Habana, Cuba, en la formación de 200 efectivos militares de la FANB por varios días.
Ha ocupado varios cargos en la administración pública, entre los que destaca en 2015, ser el director general del Banco de la Fuerza Armada Nacional Bolivariana (BANFANB), también en 2017, la comandancia de la Zona Operativa de Defensa Integral Sucre (ZODI Sucre-53) y en 2018 de la Región Estratégica de Defensa Integral de Oriente y posteriormente en 2019, la de Guayana, nombrado por el gobierno de Nicolás Maduro. Bajo estas últimas funciones estuvo residenciado en el estado Anzoátegui. Aparte, fue director de la Academia Militar de Oficiales de Tropa C/J Hugo Rafael Chávez Frías (AMOTHCH), adscrita a la Universidad Militar Bolivariana de Venezuela (UMBV), ubicada en el Fuerte Guaicaipuro, de la parroquia Santa Teresa del Tuy, estado Miranda.
En 2019, la exfiscal general de Venezuela, Luisa Ortega Díaz, denunció a través de su cuenta en Twitter al almirante Serantes junto al gobernador del estado Bolívar, Justo Noguera Pietri, de estar presuntamente implicados en el conflicto que ocurrió en la mina de Ikabarú (municipio Gran Sabana), donde resultaron varios fallecidos, entre civiles de la comunidad indígena pemón y funcionarios. Sin embargo, no se presentaron cargos contra ambas autoridades, pese al anuncio de Ortega Díaz.
En 2020, en el acto de grado de los egresados de la UMBV, es designado por Nicolás Maduro como el comandante general de la Armada Bolivariana, cargo que ocupó hasta el 7 de julio de 2021, cuando fue reemplazado por almirante Alexander Velásquez Bastidas. Serantes ese mismo año pasó a a retiro de la FANB (reserva activa).

### Carrera política
El 19 de agosto de 2021 fue nombrado por el presidente Nicolás Maduro como ministro del Poder Popular de Desarrollo Minero Ecológico (MPPDME), ente rector que regula el sector económico minero de Venezuela.

## Vida personal
William se encuentra casado con María Eugenia Rodríguez de Serantes, quien fue es la encargada desde julio de 2020 hasta 2021, de la presidencia de la Fundación de la Armada Bolivariana.